# Josip Šintić
Josip Šintić (Gornja Vas kraj Samobora, Hrvatska, 8. rujna 1852. – Zagreb, Hrvatska, 13. veljače 1921.) hrvatski domoljub i Feldmarschalleutnant (podmaršal) u Austro-Ugarskoj vojsci.

## Životopis
Podmaršal Josip Šintić rođen je u Gornjoj Vasi 8. rujna 1852. godine u obitelji krajiškog nadporučnika Janka Šintića i Mare rođ. Dragozet kao treće dijete od njih sedamnaestero. Bio je školovan u vojničkim školama, vojnu akademiju je završio u Bečkom Novom Mjestu, te kasnije i Ratnu školu u Beču. Kao časnik služio je kod raznih pukovnija, deset godina u generalnom stožeru, i u više posada bivše Austro-Ugarske Monarhije. Uvijek je bio vezan uz Hrvatsku, te je vrijeme dopusta najviše provodio u omiljenom mu Žumberku. Kao pukovnik bio je zapovjednik "25. domobranske pješačke pukovnije Austro-Ugarske vojske" u Zagrebu i kasnije kao general zapovjednik "83. i 84. domobranske pješačke brigade". 1912. godine umirovljen je u je činu podmaršala. Podmaršal Šintić nije sudjelovao Prvom svjetskom ratu, premda su mu bile nuđene razne pozicije unutar Austro-Ugarske vojske. Podmarašal Šintić je bio prvi zapovjednik koji je prigodom promenadnih koncerata izdao raporede glazbe tiskane na hrvatskom jeziku umjesto dotadašnjih njemačkih. Kod povratka pukovnije podmaršala Šintića s carskih manevara u Kraljevini Ugarskoj, kad je vlak prešao Dravu, Šintić je osobno naredio da se zasvira Lijepu našu domovinu. 1903. godine prilikom demonstracija protiv mađarske prevlasti u Zagrebu, kada je sveučilišna mladež stajala okupljena u vrtu pred Sveučilištem u Zagrebu, domobranska pukovnija na čelu s podmaršalom Šintićem je prolazeći onuda s vježbe upravo u tom trenutku zasvirala budnicu Još Hrvatska ni propala. Podmaršal Šintić se vodio idealima bana Josipa Jelačića, te je ostao vjeran hrvatstvu podupiruću hrvatsku književnost i kulturu putem Matice hrvatske, Hrvatske akademije znanosti i umjetnosti, časopisa Starohrvatska prosvjeta i Hrvatskog društva sv. Ćirila i Metoda. Podmaršal Šintić je kao zapovjednik domobranske pukovnije znao s osobitom spretnošću uskladiti vojničku i nacionalnu izobrazbu svojih vojnika. To se najbolje opažalo kod većih vojnih vježba, koje je osobno upriličavao i vodio. Gdje god je to bilo moguće izabrao je takvo vježbovno tlo na kojem se vojniku mogla pokazati i ljepota njegove domovine ili kakova druga vrijedna i poučna narodna stvar. Tako je svakog ljeta običavao izvesti pokoju vježbu na Zagrebačkoj Gori, pa kad bi se pukovnija radi odmora nakon vježbe okupila na Sljemenu, zapovjedio je da se prije svega odsvira Lijepa naša domovina. Podmaršal Josip Šintić preminuo je u Zagrebu, 13. veljače 1921. u 69. godini života. Sahranjen je na zagrebačkom groblju Mirogoj.